# Бакуль Валентин Миколайович
Бакуль Валентин Миколайович (нар. 30 липня (12 серпня) 1908, Чернишівка — 5 червня 1978, Київ) — український вчений-матеріалознавець, організатор науки і виробництва. Доктор технічних наук (з 1968 року), Герой Соціалістичної Праці (з 1963 року), заслужений діяч науки і техніки УРСР (з 9.08.1968 року). Кандидат у члени ЦК КПУ в 1966—1976 р.

## Біографія
Народився 30 липня (12 серпня) 1908 року в селі Чернишівці Брацлавського повіту Подільської губернії (нині в межах смт Брацлава Немирівського району Вінницької області) в родині армійського офіцера. Після смерті батька від 12 років наймитував на тютюнових плантаціях. Після закінчення в 1927 році брацлавської профтехшколи працював на різних посадах в об'єднанні «Вугілля», у Вугільному інституті, на заводі «Союзтвердосплав», на верстато-інструментальному заводі в Харкові. У 1930-ті роки за його участі створено марки твердих сплавів з підвищеною динамічною міцністю — ВК-12 і ВК-15. Оснащені цими сплавами інструменти вперше у світовій практиці були використані для ударно-перфораторного буріння шпурів у вугільних шахтах.
В 1941–1944 роках працював начальником механічного цеху з виробництва танкових моторів на евакуйованому заводі № 186 у Пермській області. В 1944 році вернувся до Харкова, працював начальником цеху і головним конструктором на заводі «Гідропривод». У 1949 році закінчив Всесоюзний заочний політехнічний інститут.
У 1949–1956 роках — начальник Харківського філіалу «Твердосплаву». Член КПРС з 1953 року.
У 1956–1959 роках — начальник Укртвердосплаву й директор дослідного заводу Всесоюзного НДІ твердих сплавів у Києві.
У 1959–1961 роках — начальник Центрального конструкторсько-технологічного бюро твердосплавного і алмазного інструменту Держплану УРСР.
Від 1961 року директор новоствореного Українського науково-дослідного і конструкторсько-технологічного інституту синтетичних надтвердих матеріалів та інструменту Держплану УРСР (з 1972 року — Інститут надтвердих матеріалів АН УРСР). Під його керівництвом і за безпосередньої участі виконано комплекс робіт з розробки промислових технології виробництва синтетичних алмазів, створено низку марок високоміцних порошків синтетичних алмазів, апарати й установки високого тиску для отримання алмазних порошків, синтезовано нові надтверді матеріали — кубоніт, славутич, ісміт, дісміт.
Розробки Інституту надтвердих матеріалів, яким керував Бакуль до 1977 року, лягли в основу створення кількох алмазних заводів, у тому числі в Україні — Полтавського, Львівського, Бориславського.
Автор 342 наукових праць, у тому числі 91 винаходу, 141 патенту в зарубіжних країнах. Під його науковим керівництвом захищено 23 кандидатські дисертації.

Могила Валентина Бакуля

Помер 5 червня 1978 у Києві. Похований на Байковому кладовищі.

## Нагороди
Трудова діяльність Бакуля була відзначена двома орденами Леніна, орденом «Знак Пошани» та медалями. Лауреат Ломоносовської премії АН СРСР 2-го ступеня (1963).

## Пам'ять

меморіальна дошка

Інституту надтвердих матеріалів АН УРСР в 1990 році присвоєно його ім'я. На території інституту, по вулиці Автозаводській, 2, де він працював у 1956–1978 роках в 1979 році встановлено меморіальну дошку (граніт, бронза, барельєфний портрет; скульптор О. Кошовий).
Щорічно Почесними Бакулевськими медалями та Почесними Бакулевськими грамотами нагороджуються співробітники Інституту надтвердих матеріалів імені В. М. Бакуля, що показали найкращі наукові та практичні результати.